# Leïla Slimani
Leïla Slimani, (født 3. oktober 1981 i Rabat, Marokko), er en franko-marokkansk journalist og forfatter.

## Biografi
Hun er født i Rabat med en fransk-algiersk mor og en marokkansk far. Hun gik på det franske gymnasium i Rabat, da hun er vokset op i en fransktalende familie. Hendes far, Othman Slimani, er bankmand og hendes mor er ØNH-læge, af halvt alsacisk og halvt algiersk afstamning.
I 1999 rejste hun til Paris for at studere og hun tog eksamen fra Institut d'études politiques de Paris. Hun forsøgte sig som skuespiller ved at tage et kursus hos Cours Florent, men besluttede sig for at færdiggøre sine studier ved ESCP Europe ved at uddanne sig indenfor medier og journalistik. Det var her hun mødte redaktionschefen ved L'Express Christophe Barbier, der tilbød hende ansættelse som praktikant.
Efter praktikken blev hun ansat på magasinet Jeune Afrique i 2008 hvor hun beskæftigede sig med emner, der havde relation til Nordafrika.
I 2014, udgav hun sin første roman på forlaget Gallimard, Dans le jardin de l'ogre. Bogens emne - kvindelig sexafhængighed) - og sprogstil blev bemærket af
kritikerne. Bogen blev udvalgt til litteraturprisen Prix de Flore i 2014.
Hendes anden roman Chanson douce (da: Vuggesang) gjorde, at hun fik Goncourtprisen i 2016.

## Værker
- La Baie de Dakhla : itinérance enchantée entre mer et désert, Malika Éditions, Casablanca, 2013, ISBN 978-9954-0-3766-9.
- Dans le jardin de l’ogre, éditions Gallimard, Collection Blanche, 2014, ISBN 978-2-07-014623-9.
- Chanson douce, éditions Gallimard, Collection Blanche, 2016, ISBN 978-2-07-019667-8.